# Iannis Bekhrakis
Iannis Bekhrakis (grec: Γιάννης Μπεχράκης)  (Atenes, 1960 (>3 de març de 1960) - Atenes, 2 de març de 2019) fou un fotoperiodista grec, i un fotògraf destacat de Reuters.

## Biografia
Nascut a Atenes el 1960, Giannis Bekhrakis va estudiar fotografia a l'Escola de les Arts i la Tecnologia d'Atenes i rebre el seu Bachelor of Arts per la Universitat de Middlesex. Va treballar com a fotògraf d'estudi a Atenes entre 1985 i 1986. El 1987 va començar a treballar per a Reuters i al final de 1988 se li va oferir un treball personal amb l'agència a Atenes. La seva primera missió a l'estranger va ser cobrir la crisi de Líbia del gener de 1989. Des de llavors ha documentat una gran varietat d'esdeveniments, incloent el funeral de l'aiatol·là Ruhol·lah Khomeini a l'Iran, els canvis a Europa de l'Est i els Balcans, les guerres de Croàcia, Bòsnia i Kosovo, Txetxènia, Sierra Leone, Somàlia, Afganistan, Líban, la primera i segona guerres del Golf, i la primavera àrab a Egipte, Líbia i Tunísia. També ha cobert el conflicte araboisraelià durant molts anys, els terratrèmols del Caixmir, Turquia, Grècia i l'Iran i els principals esdeveniments de les notícies d'arreu del món. També ha cobert quatre Jocs Olímpics, la Copa del Món de Futbol de 1994 i molts esdeveniments esportius internacionals. Entre 2008 i 2009 es va traslladar amb Reuters a Jerusalem com a cap de fotografia d'Israel i els Territoris Palestins. El 2010 es va traslladar de nou a Grècia per cobrir la crisi financera. Ha participat en nombroses exposicions col·lectives a Atenes, Tessalònica, Londres, Edimburg, Nova York, Roma, Barcelona, Madrid i Dubai, mentre que també ha presentat exposicions individuals.
El 2000, Giannis Bekhrakis va sobreviure a una emboscada a Sierra Leone, on van ser assassinats el periodista estatunidenc Kurt Schork i el càmera espanyol Miguel Gil Moreno d'Associated Press Television News. Ell i el càmera sud-africà Mark Chisholm van aconseguir allunyar-se dels atacants.

### Premis i reconeixements
- Fotògraf de l'Any de Notícies Europees, dins dels Premis Fuji Europeus (1998, 2002 i 2003)[3]
- Fotògraf de l'Any de Notícies, premi guanyat set vegades dins dels Premis Fuji Grecs
- Premi de Fotografia de l'Overseas Press Club (1999)[3]
- Premi premi en la categoria general de notícies, atorgat per la Fundació World Press Photo per la seva feina a Kosovo (2000)[3][4]

- Premi Fundació Botsis (2000)[3]
- El Premi del Públic en els Premis Bayeux-Calvados de corresponsals de guerra, per les seves fotografies de l'alliberament de Kabul (2002)[5]
- Premi de Fotografia de Premsa Internacional de la Xina (2004, 2009, 2013 i 2014).
- Premi d'excel·lència en el Millor de Fotoperiodisme en la categoria general de notícies, per l'Associació Nacional de Fotògrafs de Premsa.
- Segon lloc en la categoria general de notícia en el concurs Pictures of the Year International (POYi) de la Missouri School of Journalism.